# Hoenia
Hoenia és un gènere d'arnes de la família Crambidae. Conté només una espècie, Hoenia sinensis, que es troba a la Xina (Zhejiang).